# عبد الجليل الفهداوي
عبد الجليل الفهداوي ولد عام 1961، في حديثة في محافظة الأنبار، وهو متزوج له 6 أبناء أكبرهم صهيب الذي استشهد عام 2003 بعد الاحتلال الأميركي للعراق.
بدأ التدريس الجامعي منذ عام 1995، وترأس قسم في كلية العقيدة في الجامعة الإسلامية في بغداد، وحاصل على عدة إجازات في العلوم الشرعية.كان من رجال الدين المعروفين بالشجاعة حيث كان وبشهادتي كأحد موظفي قسم المساجد في وزارة الأوقاف العراقية منذ عام 1990 لغاية 1998 حيث كان يرفض دائما الدعاء للرئيس السابق صدام حسين أو لحزب البعث بالاسم في دعاء خطبة الجمعة على الرغم من تنبيههم له لعدة مرات حيث كانت شجاعة منه ولم يتملق لاي مسؤول.ومن أعماله الجليلة تأسيس مكتبة عامرة في إحدى قاعات جامع فخري شنشل وكان أساسها مكتبة الشيخ فؤاد الالوسي وهي المكتبة المرجانية سابقا. محمد فؤادالالوسي 19/05/2011 
وهو كذلك عضو الهيئة التأسيسية لرابطة التدريسيين في العراق، وعضو الهيئة التأسيسية لهيئة علماء المسلمين بعد الاحتلال، ورئيس الجمعية الاجتماعية في بغداد، وعضو مؤسس وفعال في مجلس علماء العراق، وقد انتخب نائبا للامين العام للمجلس في 23/7/2009.
والفهداوي أحد الموقعين على وثيقة مكة التي حرمت انتهاك الدم العراقي، وعضو المجلس العلمي لديوان الوقف السني.
كان الفهداوي أحد علماء الإفتاء في العراق، وكان إمام وخطيبا لعدد من مساجد العراق في أكثر من محافظة أخرها شغل منصب إمام وخطيبا لجامع الإخوة الصالحين في العامرية ببغداد، كانت خطبته الأخيرة قبل استشهاده في جامع الشواف في اليرموك ببغداد.

## ملابسات اغتيال الشيخ الفهداوي
قال شهود عيان بمنطقة العامرية لـوسائل الإعلام(أن ثلاثة مسلحين مجهولين قاموا باغتيال الشيخ «عبد الجليل الفهداوي» ومرافقيه «مصطفى وعادل» أمام منزله الملاصق لجامع الإخوة الصالحين في منطقة «العامرية» في بغداد).
كما وتحدث الشهود عن ملابسات الحادث، حيث قالوا أحد شهود العيان وهو «الشيخ مجاهد» أحد العاملين مع الشيخ «عبد الجليل الفهداوي» في جامع «الأخوة الصالحين» (بأن المسلحين استهدفوا الشيخ أثناء توجهه وأثنين من مرافقيه بعد خروجهم من بيت الشيخ متوجهين إلى مكان وظيفة الشيخ في الجامعة الإسلامية في منطقة الأعظمية في جانب الرصافة من بغداد).
وأضاف الشاهد (بأن سيارة المسلحين اعترضت سيارة الشيخ ومرافقيه واغتالوهم بمسدسات كاتمة للصوت على بعد بضع امتار من منزل الشيخ)، مبيناً (ان سائق السيارة التي كانت تقل الشيخ هو خطيب أبنة الشيخ الفهداوي وقد أستشهد معه إضافة لمرافقهم الثالث).
ولفت إلى (ان هنالك تفاصيل مريبة استبقت الحادث كان منها رفع نقطة تفتيش عسكرية كانت موجودة بالقرب من منزل الشيخ وتم رفعها قبل يومين من الاغتيال)، مشيراً إلى (أن مثل هذه الحادثة تتكرر للمرة الثالثة في العامرية وهي شبيهة باغتيال رئيس المجلس البلدي في منطقة العامرية ببغداد «الشيخ عمر الفاروق»).
كما وأضاف بعض من كان قريباً من موقع الحادث (بأن السيارة التي نفذت الحادثة هي برنس سوداء)، مشيرين إلى (أن كل من ذهب لمكان الحادث قام الحرس بأخذ اسمه وحجز بعضهم لفترة معينة).
وقد عبر الأهالي في مدينة «العامرية» عن رفضهم وشجبهم لعملية الاغتيال، وأشاد لنا أكثرهم بالشيخ «الفهداوي» فهو كان أشبه بمدرسة فكرية ومحب للخير.

## موقفمجلس علماء العراقمن اغتيال عبد الجليل الفهداوي
مجلس علماء العراق من جانبه «لم يبرأ الحكومة العراقية» من حادث الاغتيال، وقال الشيخ «عبد الستار عبد الجبار» الناطق باسم مجلس علماء العراق، بتصريح خاص لـ «الرائد نت» (بأنه كانت هناك نقطة تفتيش بقرب منزل «الفهداوي» لا تبعد أكثر من 150 م تقريباً تم إلغائها ورفعها من مكانها قبل يومين من حادث الاغتيال).
وأضاف عبد الجبار (أن المجلس لا يبرأ الحكومة العراقية من هذا الحادث)، مبيناً (أن الحكومة لا توفر حماية لعلماء المجلس ولا تسمح لهم بتوفير الحماية لأنفسهم).
وكان الشيخ "عبد الجبار عبد الستار"، قد ذكر في تصريحات صحفية (أن الشهيد الشيخ "عبد الجليل الفهداوي" كان منع من السفر من بغداد إلى السليمانية قبل أيام "بحجة صدور منع بحقه كما أخبرته بذلك أجهزة المطار الأمنية).
ف
يما أوضح عضو مجلس علماء العراق الشيخ «الشيخ منير العبيدي» (أن استشهاد الشيخ الفهداوي خسارة كبيرة للدعوة والحركة الإسلامية في العراق، فهو صوت صادق يدعو إلى دين الله بلا خوف أو وجل).

الشيخ بعد خروجه من المشرحة، ويظهر مكفننا، والناس تستعد للصلاة عليه

مبيناً (إن الوفد الذي كان يرافقه الشيخ عبد الجليل الفهداوي تفاجئوا من صدور أمر المنع بحق الشيخ، برغم أننا كنا متوجهين إلى السليمانية لالتقاء مجموعة من علماء كردستان العراق)، محملاً (الحكومة المسؤولية الكاملة عن كل ما يتعرف له الشيوخ والعلماء والدعاة من اغتيالات واعتقالات واختطافات ومضايقات في العراق اليوم).

## موقفهيئة علماء المسلمينمن اغتيال الشيخ
ادانت هيئة علماء المسلمين اغتيال الشيخ وحملت الحكومة العراقيية مسؤولية اغتيال علماء العراق

## موقفالحزب الإسلامي العراقيمن اغتيال الشيخ
صدر الحزب الإسلامي العراقي تصريحاً صحفياً أدان فيه اغتيال نائب رئيس مجلس علماء العراق الشيخ الدكتور عبد الجليل الفهداوي على أيدي زمرة إرهابية حاقدة في منطقة العامرية ببغداد.
وقال الحزب في تصريحه:
| عبد الجليل الفهداوي | هاهي يد الغدر والإجرام تعود لتطال واحداً من أبرز رموز العراق، وها هي اليد الآثمة تستبيح الحرمات وتستهدف وريثاً من ورثة الأنبياء ألا وهو الشيخ العلامة الدكتور عبد الجليل الفهداوي والذي نال الشهادة صباح اليوم مع اثنين من مرافقيه. | عبد الجليل الفهداوي |

وأضاف:
| عبد الجليل الفهداوي | لقد كان الشيخ الفهداوي صوتاً إسلامياً معتدلاً يشهد له القاصي والداني بمواقفه الشجاعة في الدعوة إلى التكاتف والعمل من أجل إنقاذ العراق وإيصاله إلى بر الأمان، فضلاً عن دوره المتميز في نشر الفكر الإسلامي الوسطي المعتدل الذي يجمع ولا يفرق ويقوي ولا يضعف. | عبد الجليل الفهداوي |

تشيع الشيخ الفهداوي في جامع أم القرى في بغداد، ويصلي عليه الشيخ إبراهيم النعمة ويظهر خلفه أحمد عبد الغفور السامرائي رئيس الوقف السني وزياد العاني رئيس الجامعة الإسلامية في بغداد

وأكد الحزب أنه لا شك بأن اليد المجرمة التي نفذت، والجهة الخبيثة التي خططت، إنما تريد إفراغ بلدنا الجريح من أمثال هذه الشخصيات التي نحن بأمس الحاجة إليها في وقتنا العصيب هذا.
واعتبر الحزب في تصريحه أن استهداف الدكتور الفهداوي إنما ينذر بعودة التدهور الأمني المخيف، وهو إشارة على وجود مخطط لإعادة العنف والفوضى إلى الساحة مرة ثانية، داعياً كل الأطراف من سياسيين وقادة أمنيين لتدارك الأمر عاجلاً وتضافر الجهود لحماية وحفظ أرواح العراقيين، كما طالب الحكومة أن تتخذ الإجراءات اللازمة وبضمنها التحقيق الفوري في الحادث، لإيقاف هذه الجرائم بحق رموز الشعب العراقي.
وسأل الحزب في تصريحه الله مخلصاً أن يتقبل الشهيد في فسيح الجنان مع الأنبياءٍ والصديقين والشهداء، وأن يلهم أهله وذويه ومحبيه الصبر والسلوان ويجعل الدماء الزكية الطاهرة لعنة تطارد قاتليه

## موقف الشيخطه الدليميمن اغتيال الشيخ
أعلن الشيخ طه الدليمي من خلال قناة صفا ومن خلال موقع القادسية الذي يديره، استنكاره لقتل هذا الشيخ الجليل، واتهم إيران واذرعها الطائفية الشعوبية الحاقدة بسؤوليتها عن قتله.

## موقفرابطة علماء فلسطينمن اغتيال الشيخ
بيان الرابطة بشأن اغتيال الدكتور: 
| عبد الجليل الفهداوي | رابطة علماء فلسطين ينعون بمزيد من الحزن والأسف أحد علماء الأمة الإسلامية الداعية العالم الخطيب الموجه المربي الشيخ الدكتور / عبد الجليل الفهداوي وتقبله في الصالحين الذي اغتيل على يد حفنة مارقة مأجورة في عراق الرافدين الحبيب وذلك لاستمرار زرع بذور الفتنة في المجتمع المسلم في العراق، وان علماء فلسطين يعتبرون هذه الجرائم في اغتيال علماء الأمة والمربين والقادة وأئمة المساجد والخطباء الذين يثبتون دعائم المجتمع ويعملون على ترسيخ عوامل الوحدة والاستقرار وجمع الكلمة لا يخدم إلا مصلحة الاحتلال الإجرامي الذي يحاول نزع العراق عن عروبته وإسلامه ودينه باستمرار جو الفلتان فيه وإننا في فلسطين ندعو الأشقاء في العراق إلى الضرب بيد من حديد على هذه الأيدي العابثة والالتفاف حول أرضهم وحقوقهم وطردهم لهذا المحتل المجرم الذي استنزف خيرات العراق واستنزف طاقات العراق بإراقة دماء علماءه ومفكريه وقادته من أمثال الشيخ / عبد الجليل الفهداوي. عضو الهيئة التأسيسية لهيئة علماء المسلمين وعضو رابطة علماء أهل السنة العالمية وعضو مؤسس وفعال في مجلس علماء العراق. وتقبله في الشهداء والصالحين. د.مروان محمد أبو راس رئيس رابطة علماء فلسطين قطاع غزة | عبد الجليل الفهداوي |

## موقفالجبهة الإسلامية للمقاومة العراقيةجامع من اغتيال الشيخ
أدانت الجبهة الإسلامية للمقاومة العراقية اغتيال الشيخ واتهمت الحكومة والايادي الخفية التي تلعب في الظلام باغتياله.
وهذا نص البيان الذي اصدرته
| عبد الجليل الفهداوي | في صبيحة هذا اليوم وأمام منزله في جامع الإخوة الصالحين في العامرية امتدت أياد أثيمة لتغتال الشيخ عبد الجليل الفهداوي وذلك عبر إطلاقات عمياء من مسدسات كاتمة للصوت لتستقر في جسد طالما سجد وركع وتحرك في سبيل دعوة الله محاولة بذلك الفعل الجبان أن تسكت صوت الحق الذي كان يصدح به الشيخ ليل نهار من خلال منابر الجمعة ودروسه التربوية المميزة.. لقد كان الشيخ تعالى مثالا يحتذى به في الثبات على المواقف وفي تثبيت دعائم وتأصيل الجهاد في سبيل الله ضد المحتل الغازي ولطالما دندن حول هذه المعاني وشنف بها أسماع أهل العراق حتى انه كان من الأوائل الذين حثوا على مقارعة المحتل والذود عن الديار طبت يا أبا صهيب وطاب مثواك..وجزاك الله عنا كل خير..وهنأك بالشهادة التي طالما سألتها...وصبر الله اهلك وأبناءك وجعل استشهادك منارة لهم في طريق العزة والإيمان والفلاح.. والخزي والعار والذلة في الدنيا والآخرة لتلك الأيدي المرتزقة التي امتدت ومن وراءها.. اللهم عليك بالمحتل وأذنابه وأعوانه.. اللهم انتقم لنا ممن تسبب في قتل الشيخ وأمثاله من العلماء العاملين والدعاة ورموز الأمة... اللهم أنت العالم بما في قلوبنا من حزن ولكن لا نقول إلا ما يرضيك فارض عنا يا الله واكفنا شر أعدائك يا قوي يا عزيز. رئيس المكتب السياسي الجبهة الإسلامية للمقاومة العراقية (جامع) بغداد 5-5-2010 مـ | عبد الجليل الفهداوي |